# Kremlin de Tobolsk
Le kremlin de Tobolsk (en russe : Тобо́льский кремль / Toból'skij kreml') est un kremlin construit en pierre en Russie en Sibérie, témoignage unique de l'architecture sibérienne civile dans la ville de Tobolsk. 

## Histoire
La ville de Tobolsk est fondée en 1587. Au XVIIe siècle, elle devient la capitale de la Sibérie et au XVIIIe siècle un des grands centres de la Russie et du Gouvernement de Tobolsk. Moscou encourage fortement les constructions en pierre dans ce kremlin. De 1683 à 1686, de Moscou et de Veliki Oustioug sont envoyés des maçons accompagnés d'apprentis pour construire la cathédrale Sainte-Sophie de Tobolsk. À la fin du XVIIe siècle, début du XVIIIe siècle, sont construits les murs de pierre et les tours du kremlin, ainsi qu'une série de bâtiments qui n'existent plus aujourd'hui et qui se trouvaient sur un axe situé à l'ouest de la cathédrale : la cathédrale de la Trinité, les saintes portes, ainsi que l'église Saint-Serge de Radonège et son clocher. C'est le métropolite de Sibérie, Pavel, qui commande ces travaux. Il était avant sa nomination à Tobolsk, l'archimandrite du Monastère Tchoudov (en) au kremlin de Moscou. La cathédrale est construite sur un plan à croix inscrite et est couronnée de cinq dômes.
À la fin du XVIIe siècle Semen Remezov, cartographe et historien de la Sibérie commence à réaliser une partie du projet approuvé par Moscou. C'est à Moscou qu'il s'est formé au métier de la construction en pierre. Du côté sud de la colline de Tobolsk il fait élever le Palais des décrets (1699—1704). Au nord-ouest il construit le Gostiny dvor (1702—1706), la porte d'entrée monumentale. Le kremlin de Remezov devient le nouveau centre administratif de la Sibérie. Il répète la disposition des murs et des tours d'angles déjà utilisées par ses prédécesseurs. Mais ses bâtiments ont toutes les caractéristiques stylistiques de l'architecture moscovite du XVIIe siècle.
Pierre Ier le Grand protégeait la ville de Tobolsk et aimait lui donner une apparence digne de la capitale de la Sibérie. Le prince Matveï Gagarine est désigné comme premier gouverneur du Gouvernement de Sibérie. Dans le kremlin sont construits des bâtiments impressionnants tant administratifs que militaires, commerciaux, culturels et religieux. Pour élever ceux-ci la main d'œuvre de prisonniers suédois détenus à Tobolsk est utilisée. Pour éviter l'érosion de la colline sur lequel est construit le kremlin le cours de la rivière Irtych est dévié vers le sud à deux verstes de la ville. En 1712, selon le projet de Remezov, entre le kremlin et la cour de l'évêque, est construite la tour de pierre de la porte Dimitrievski et sur le flanc de la colline, l'église de l'Ascension (qui s'effondre en 1717).
Malgré l'interdiction en 1714 de construire en pierre pendant l'édification de la ville de Saint-Pétersbourg, le prince Gagarine fait poursuivre les travaux entrepris à Tobolsk . Mais en 1718, il est rappelé à Saint-Pétersbourg accusé de détournement de fonds et de projets visant à séparer la Sibérie de la Russie. Ce premier gouverneur de la Sibérie dont les pouvoirs s'étendaient de la rivière Kama jusqu'à l'Alaska est exécuté pour concussion en 1721.
La porte Dimitrievski subsiste comme arc de triomphe symbolique et inachevé, ouvrant la porte de la Russie vers la Sibérie. Également, mais inachevée, la chapelle en l'honneur de Démétrios de Thessalonique saint patron d'Ermak Timofeïévitch. L'hôtel des impôts, appelé Renterey, rassemblait le iassak, impôt payé en nature avec les peaux des animaux à fourrure, richesse de la Sibérie. La construction en pierre dans le kremlin se poursuivit pendant près de trente ans.
Entre 1743 et 1746, vient s'ajouter l'édification de l'église de l'Intercession, un édifice avec réfectoire, voisin de celui de la cathédrale Sainte-Sophie et utilisé comme église d'hiver. L'ensemble, malgré le caractère profondément russe, s'en distingue cependant par ses traits plus latins introduits au XVIIIe siècle par la hiérarchie originaire d'Ukraine et présente à Tobolsk. Leur souhait d'affirmer leurs conceptions esthétiques propres se reflète par exemple par la construction d'une coupole à cinq dômes de style baroque pour la cathédrale Sainte-Sophie.
En 1782 est institué à Tobolsk un gouvernement général, regroupant avec elle des villes de Sibérie occidentale qui lui sont soumises. Le nouvel architecte du gouvernement A. Goutchev établit un nouveau plan général de la ville qui nécessite de grands travaux. Le classicisme exige des changements dans la structure d'une forteresse fermée pour en faire un espace ouvert au public. Il propose de construire deux nouveaux bâtiments de deux étages : le palais du gouverneur et la maison de l'évêque. Les remparts de la forteresse et les tours sont progressivement et partiellement détruits. Des murs de soutènement proches de Sainte-Sophie sont construits sur les flancs de la colline et un nouveau clocher, édifice le plus élevé de la ville, comprenant plusieurs niveaux, est édifié en 1799. À partir de cette année 1799 la construction de bâtiments publics s'arrête. Au XIXe siècle le kremlin subsiste comme prison de transit.

## Galerie

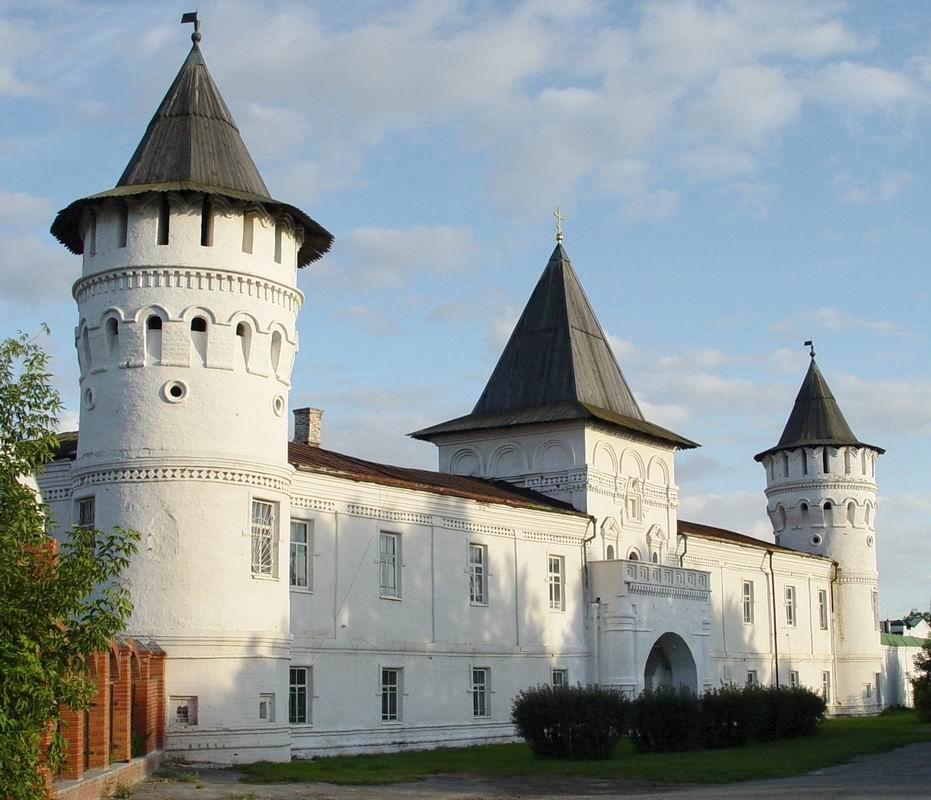
Gostiny dvor.
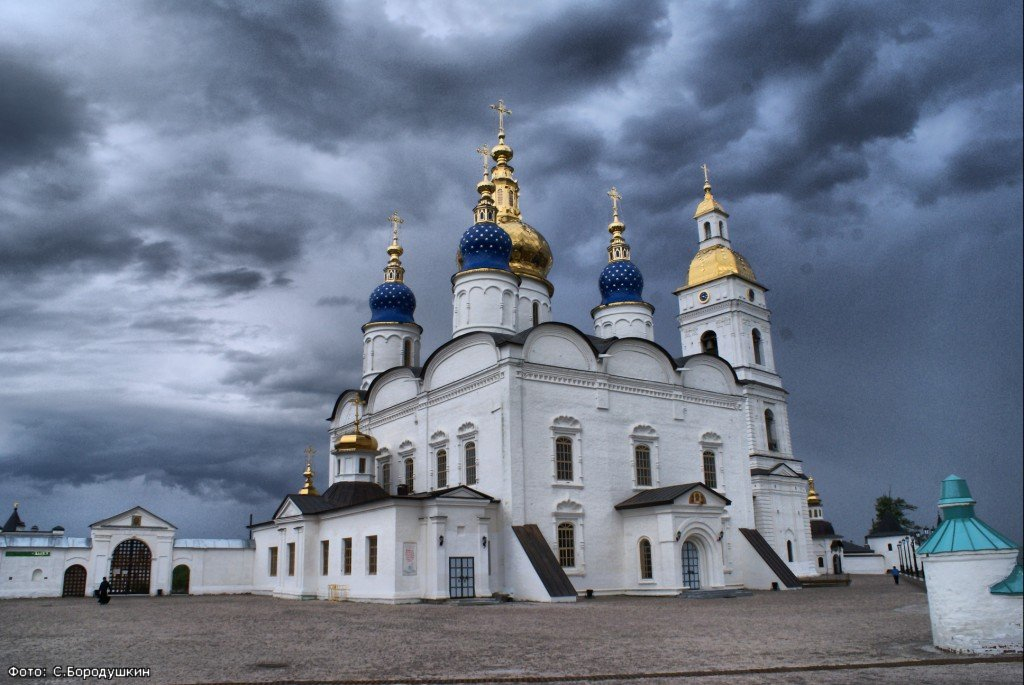
Cathédrale Sainte-Sophie
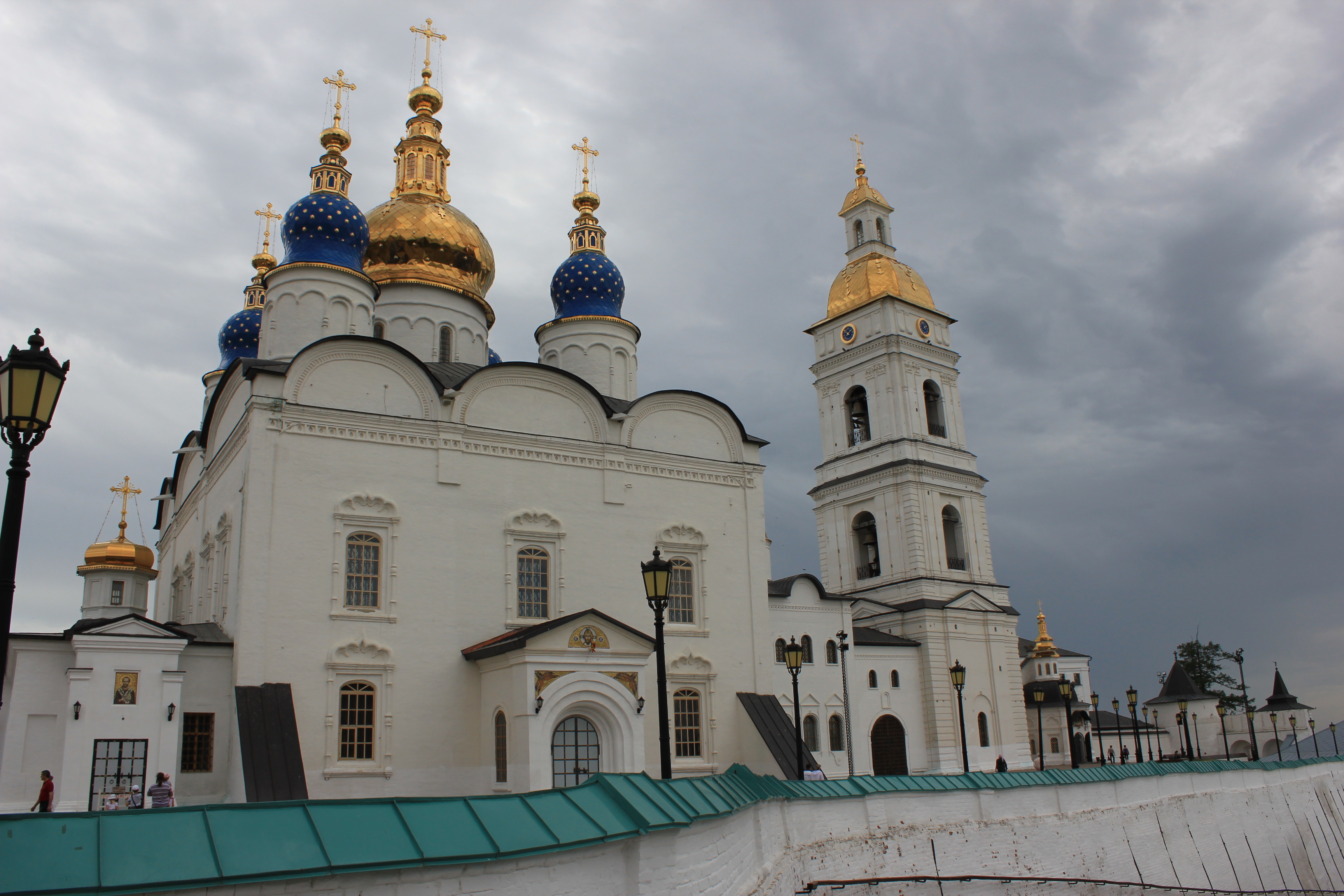
Cathédrale et son clocher.
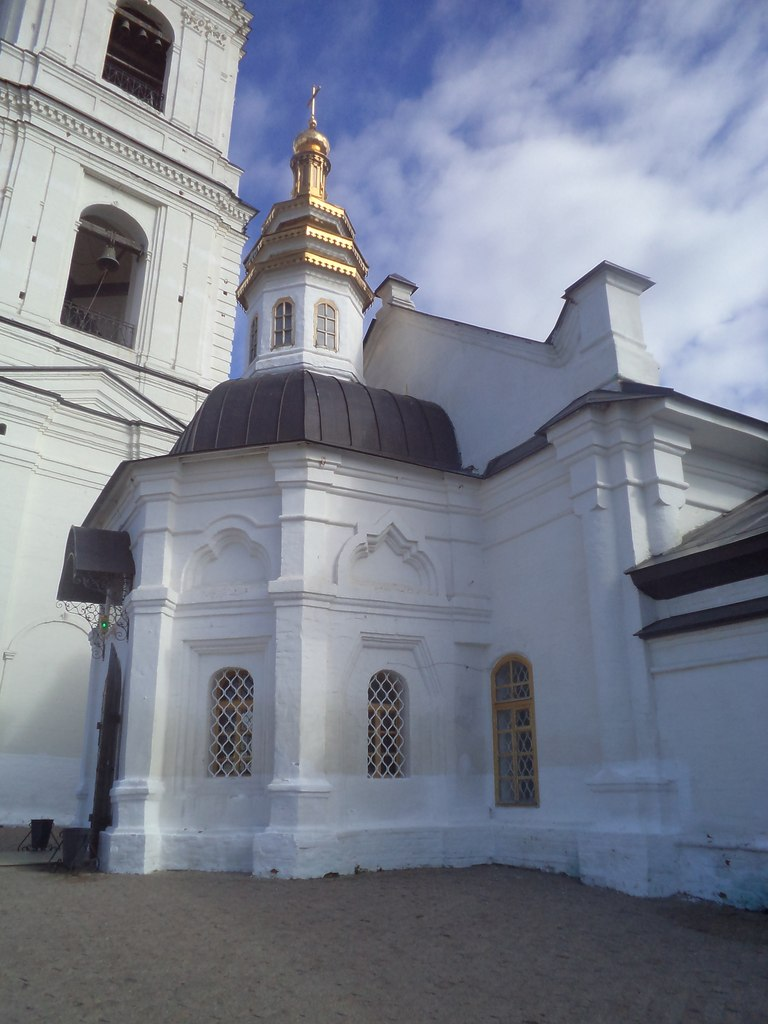
Cathédrale de l'Intercession ( église d'hiver).
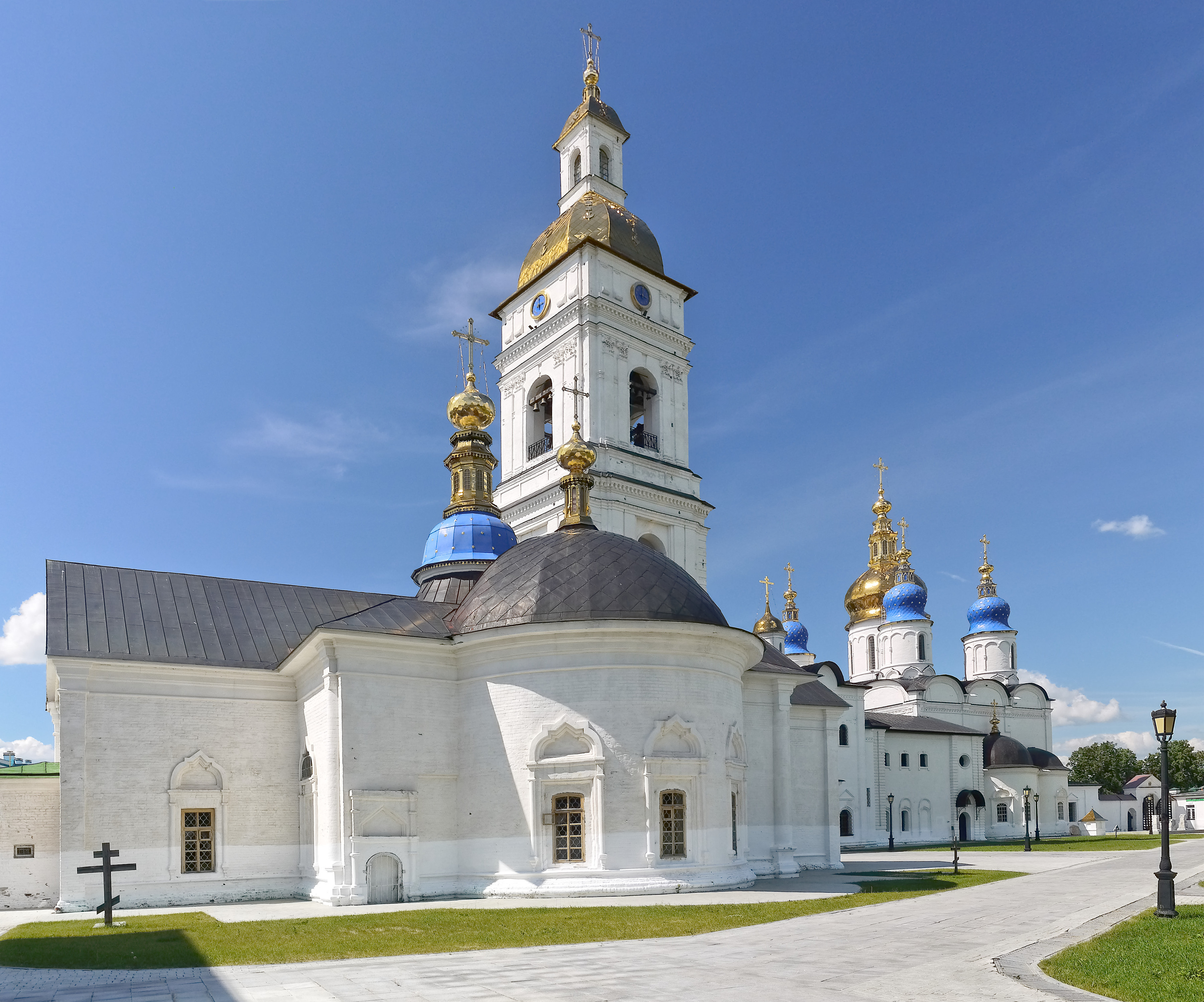
Cathédrale de l'Intercession de Tobolsk
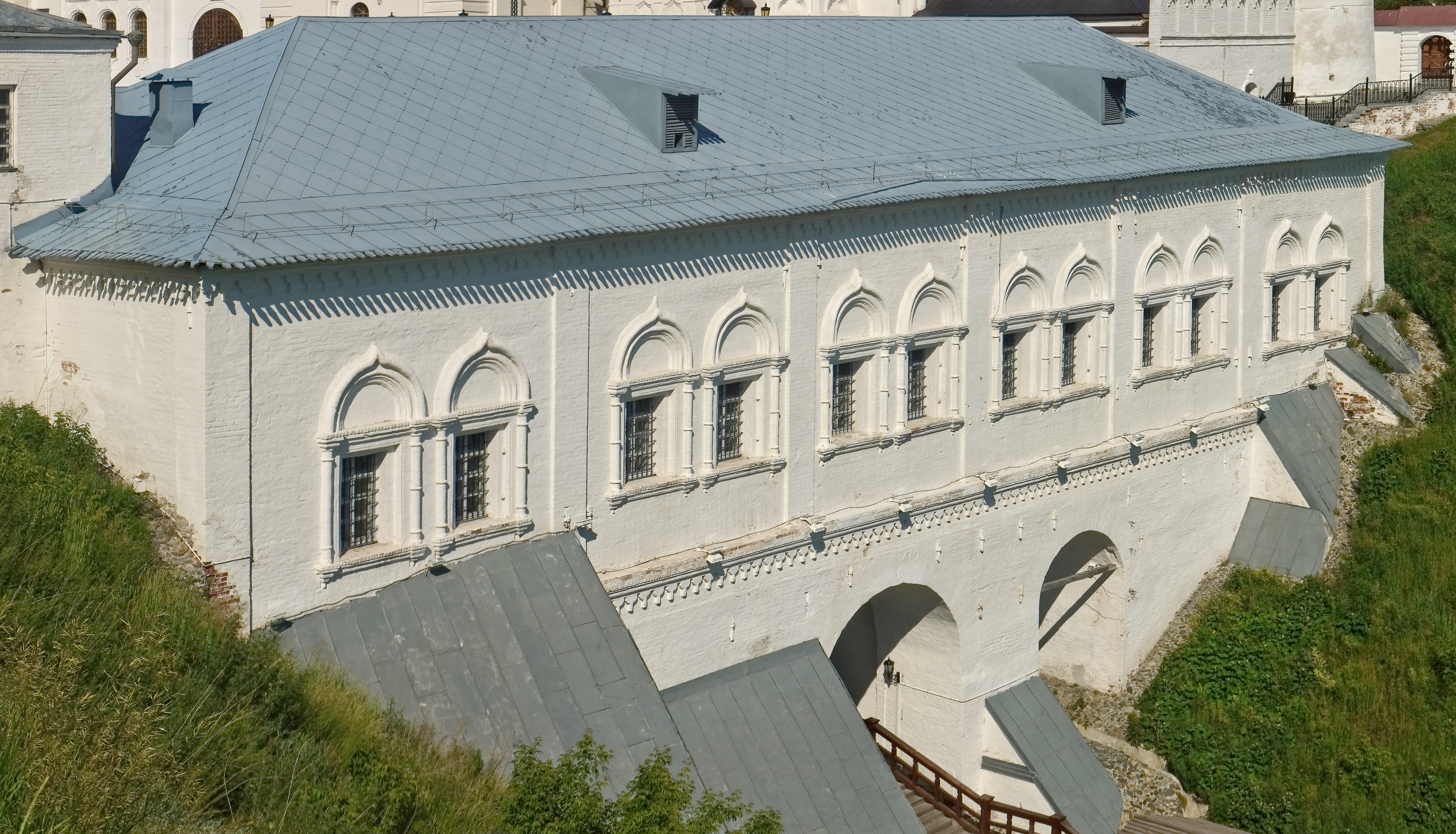
Hôtel des impôts dans le kremlin de Tobolsk
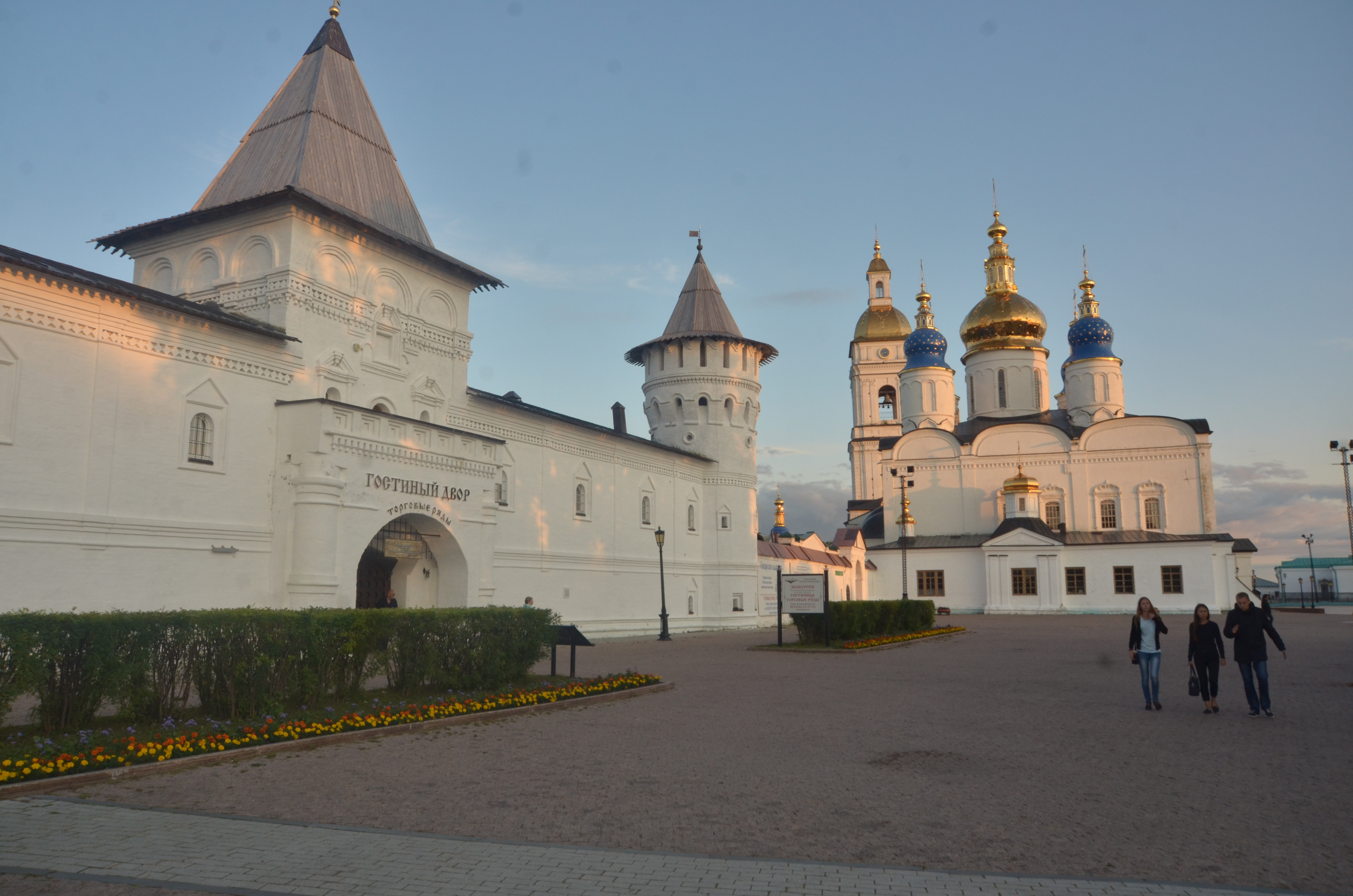
Entrée principale et cathédrale Sainte-Sophie
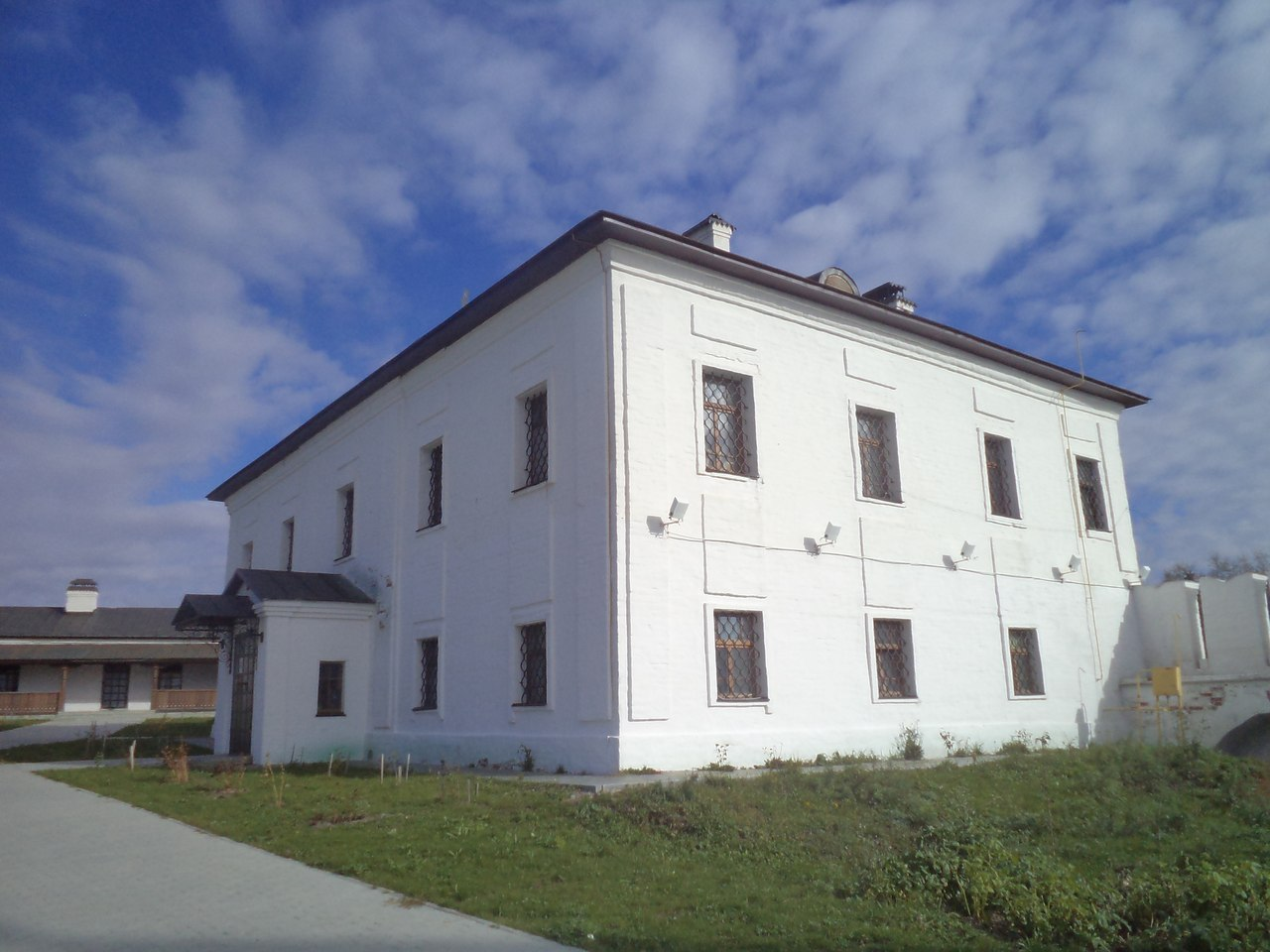
Corpus des frères moines.
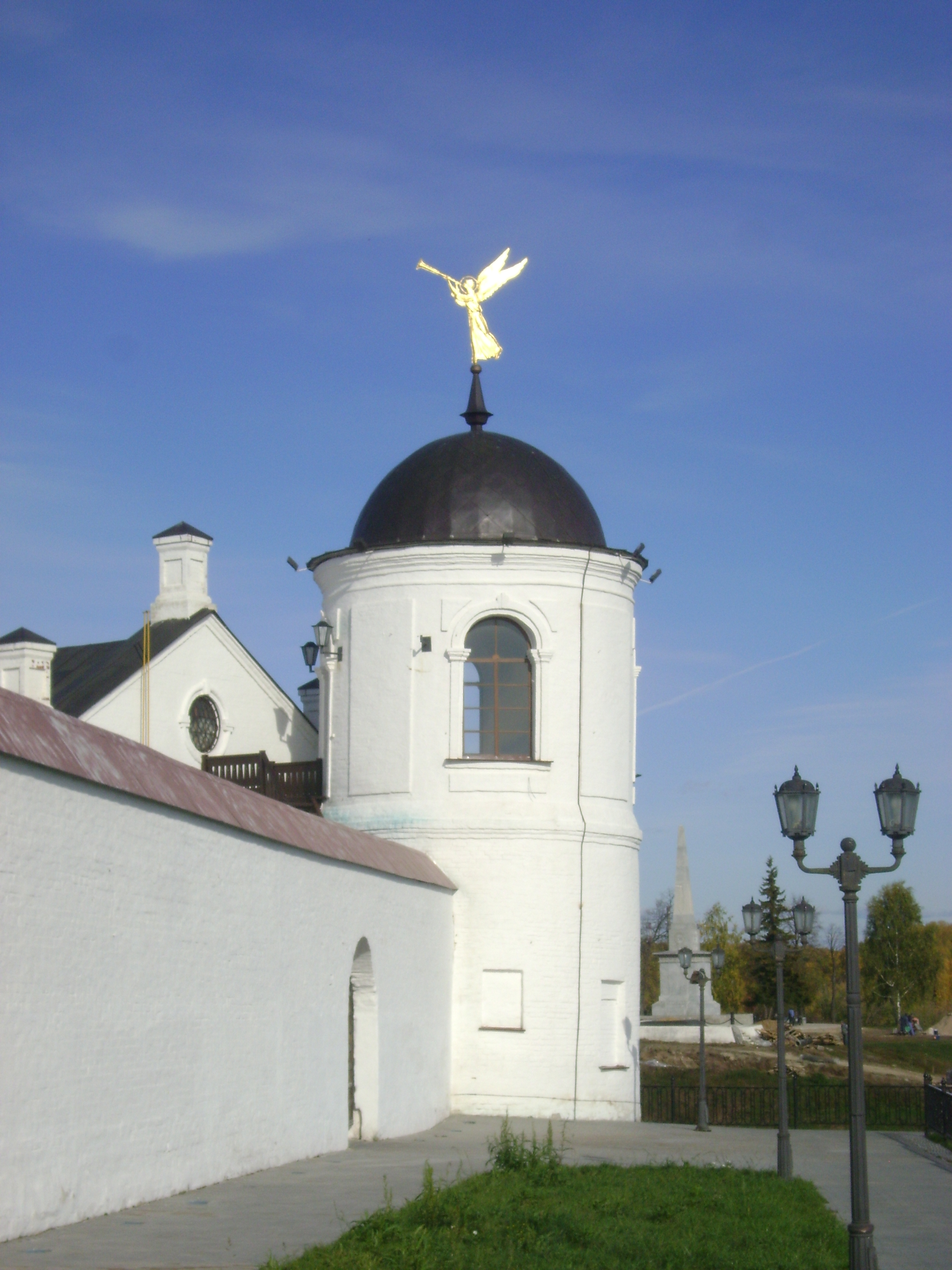
Tour d'angle au sud-ouest
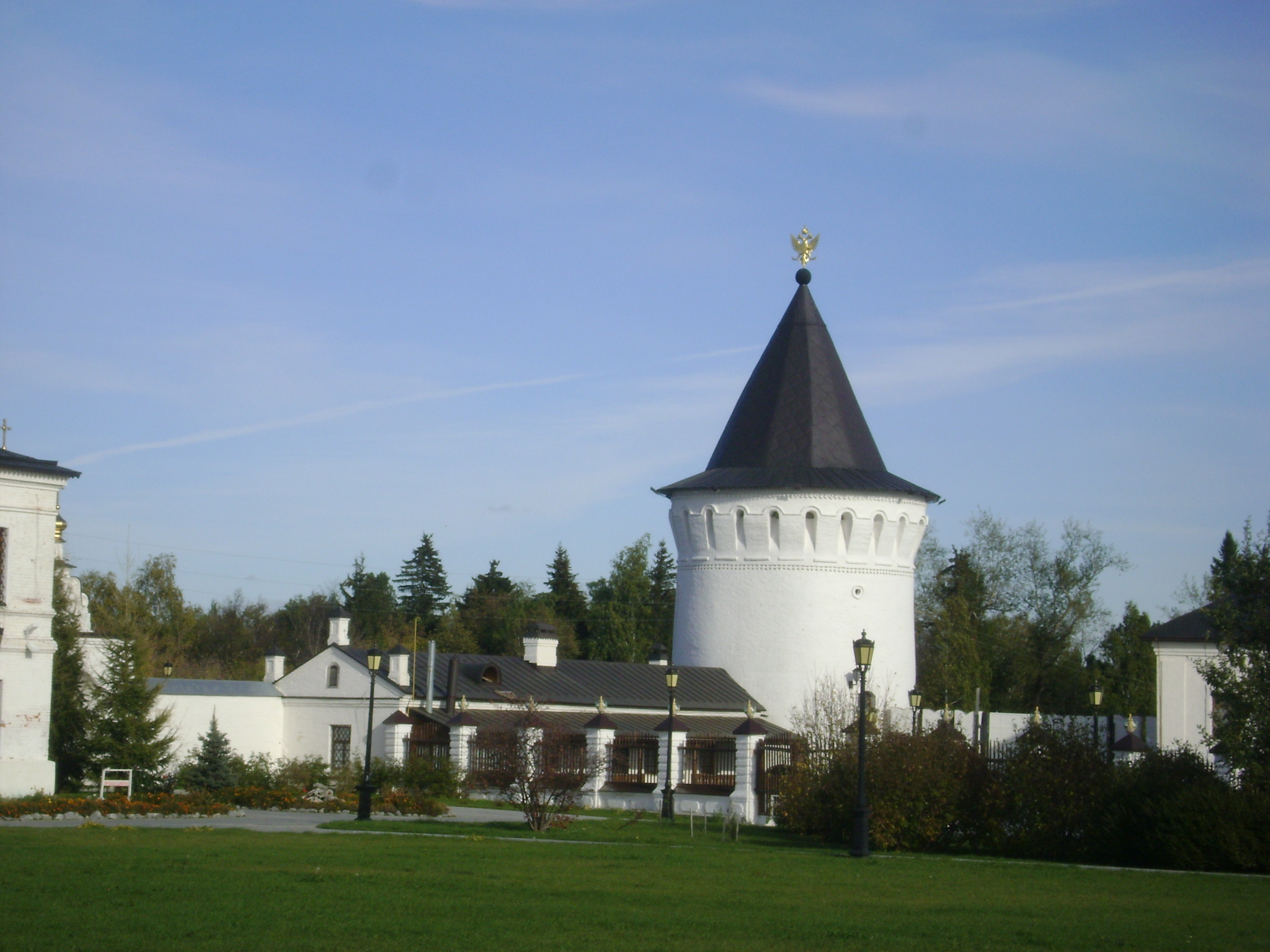
La tour Orlov .
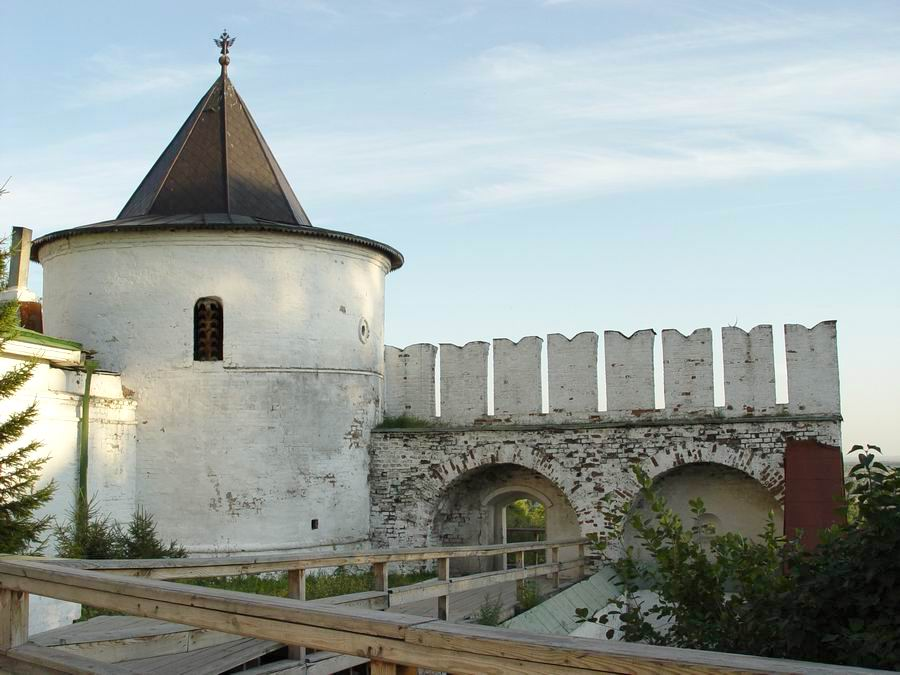
Tour Pavlinskaïa.
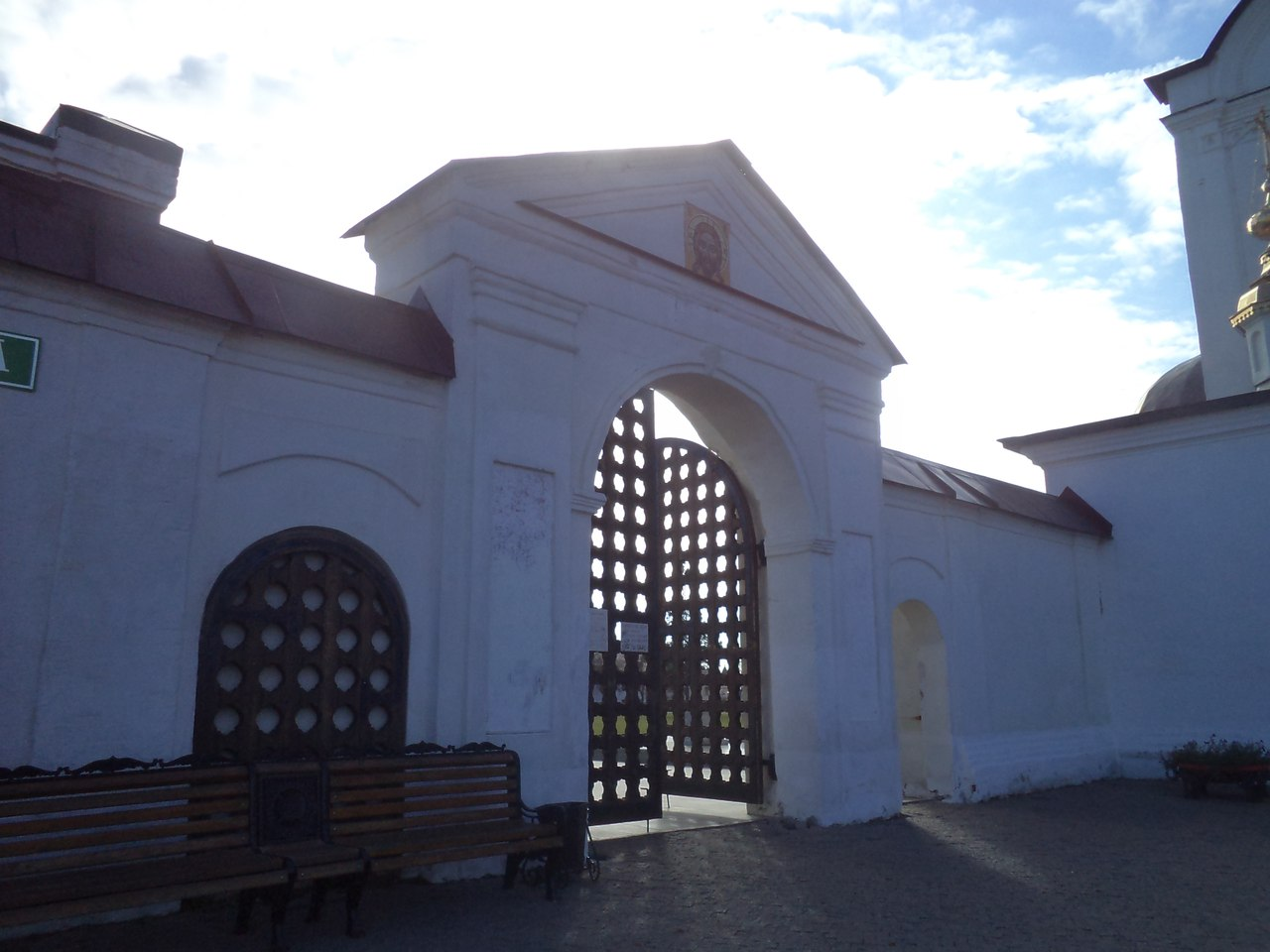
Les saintes portes ( à l'ouest ).
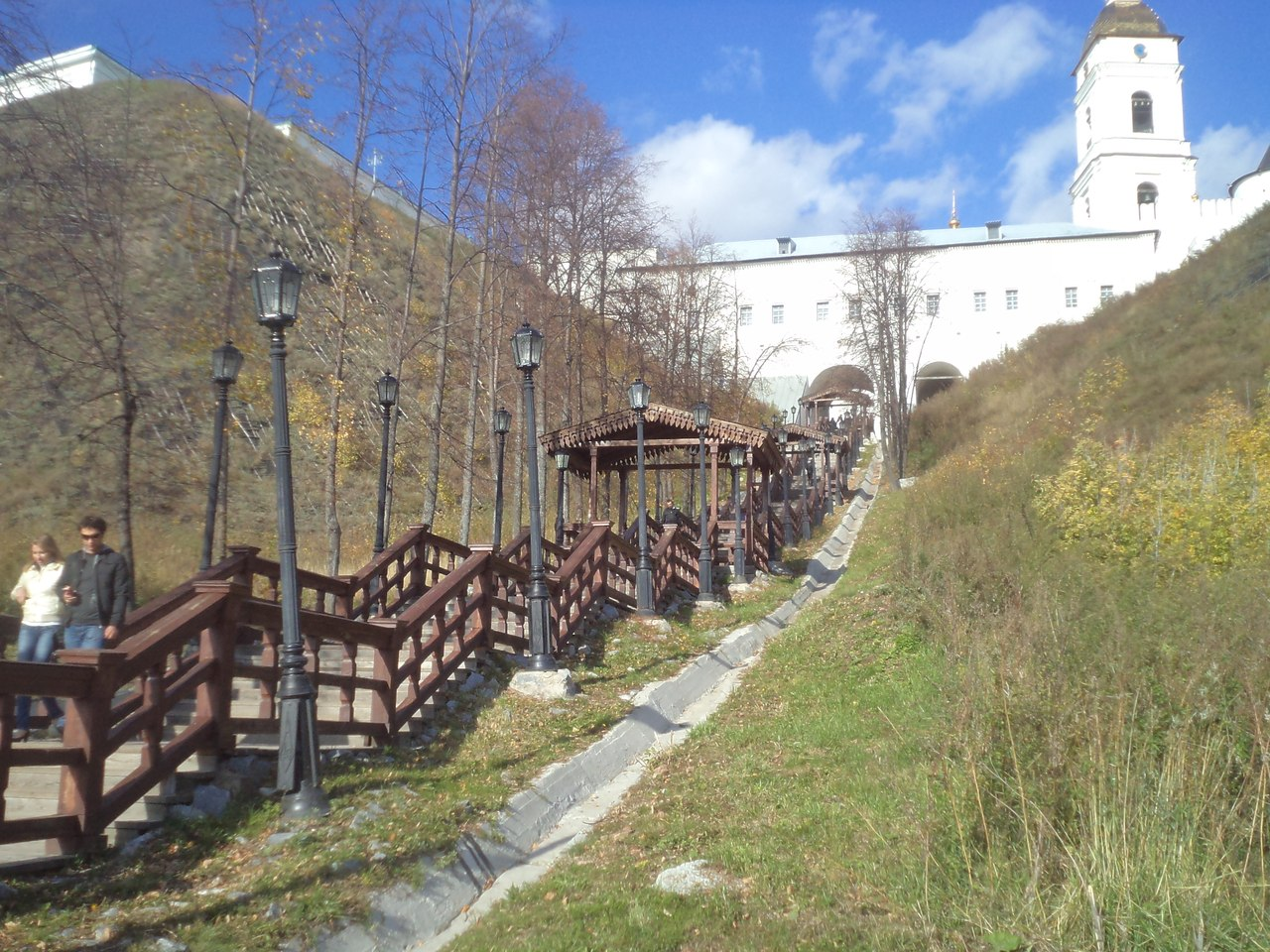
Montée  vers Sainte-Sophie.
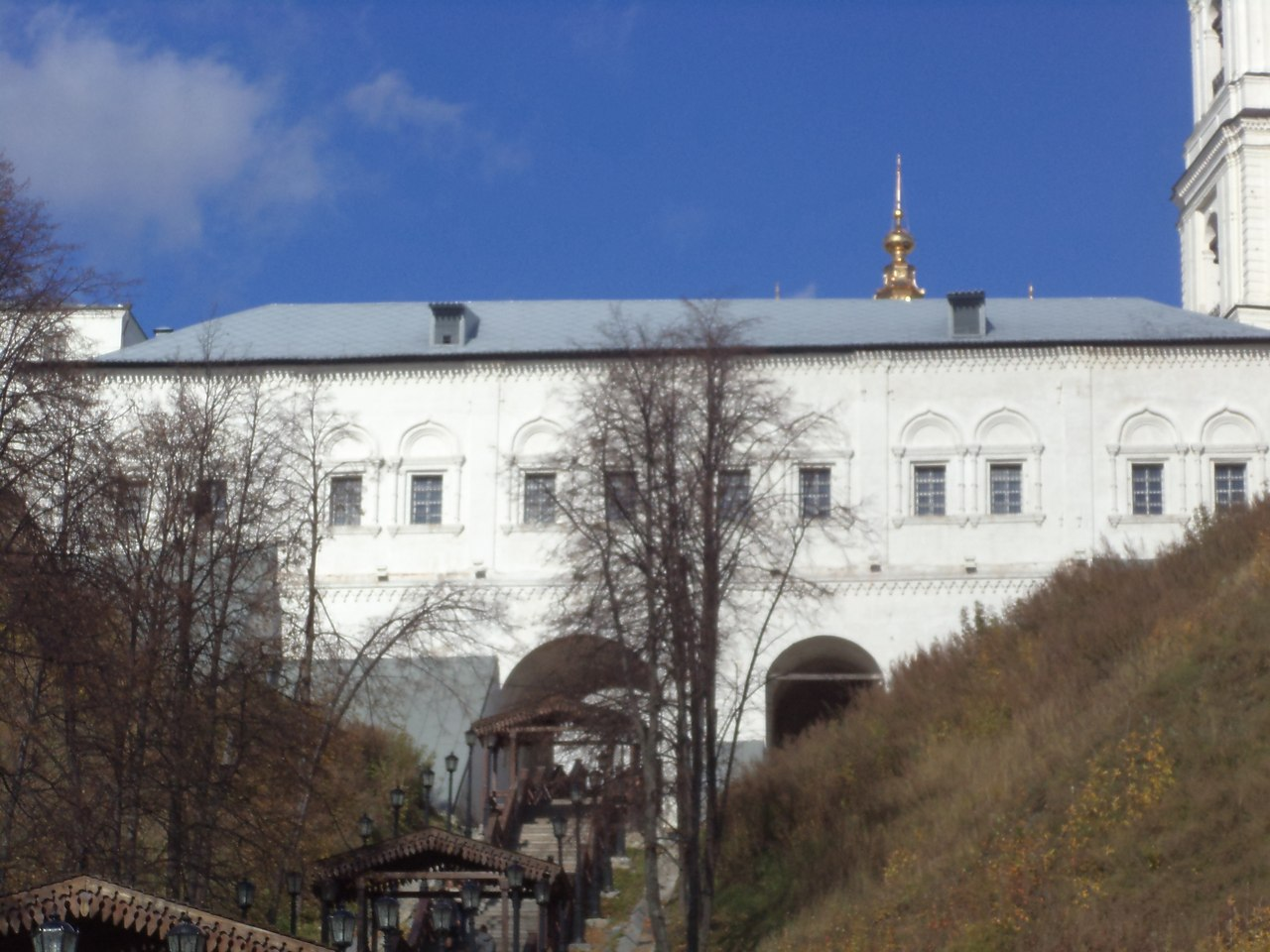
Le Renterey ou hôtel des impôts.
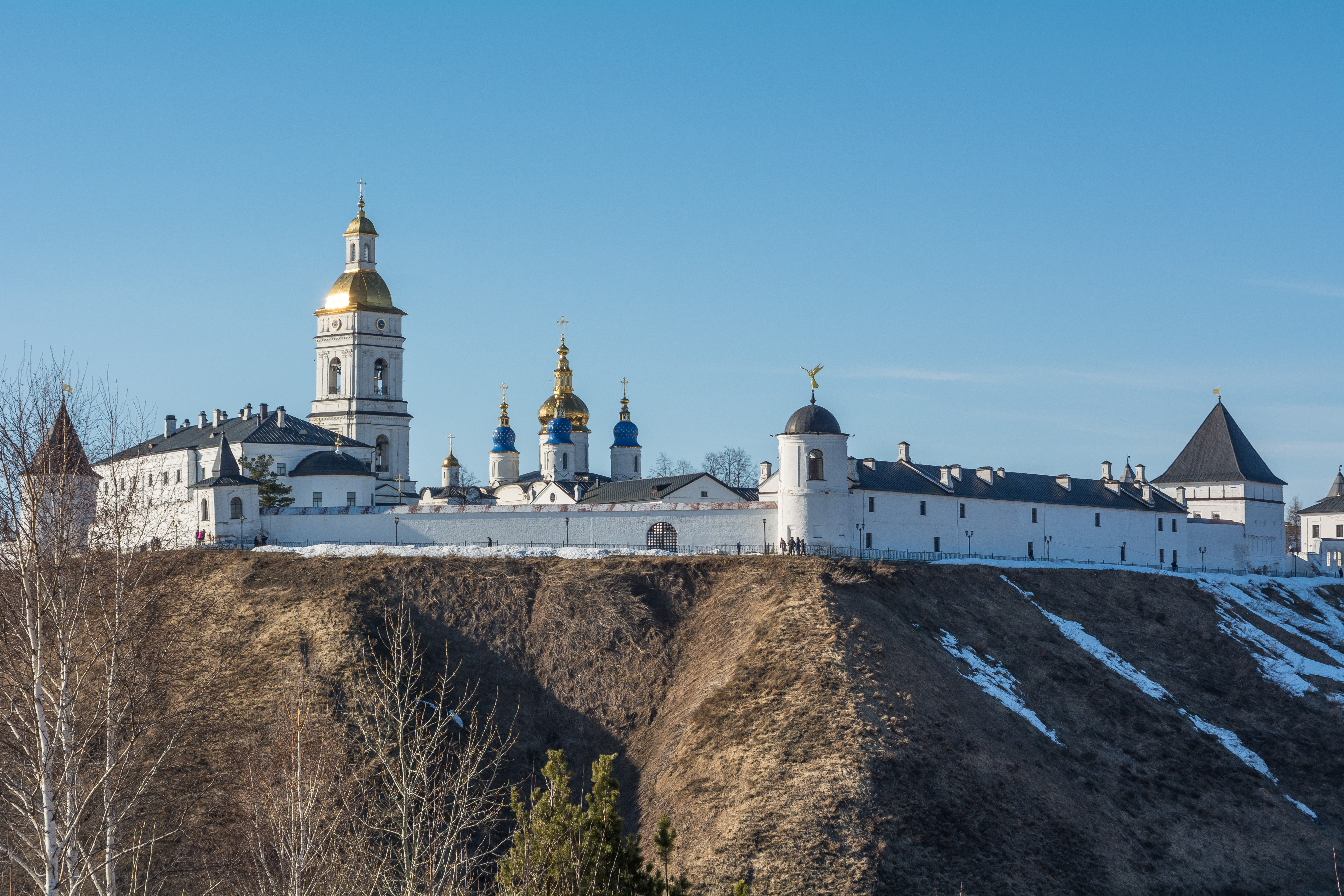
Le kremlin sur son promontoire à Tobolsk.

## Conservation et reconstruction

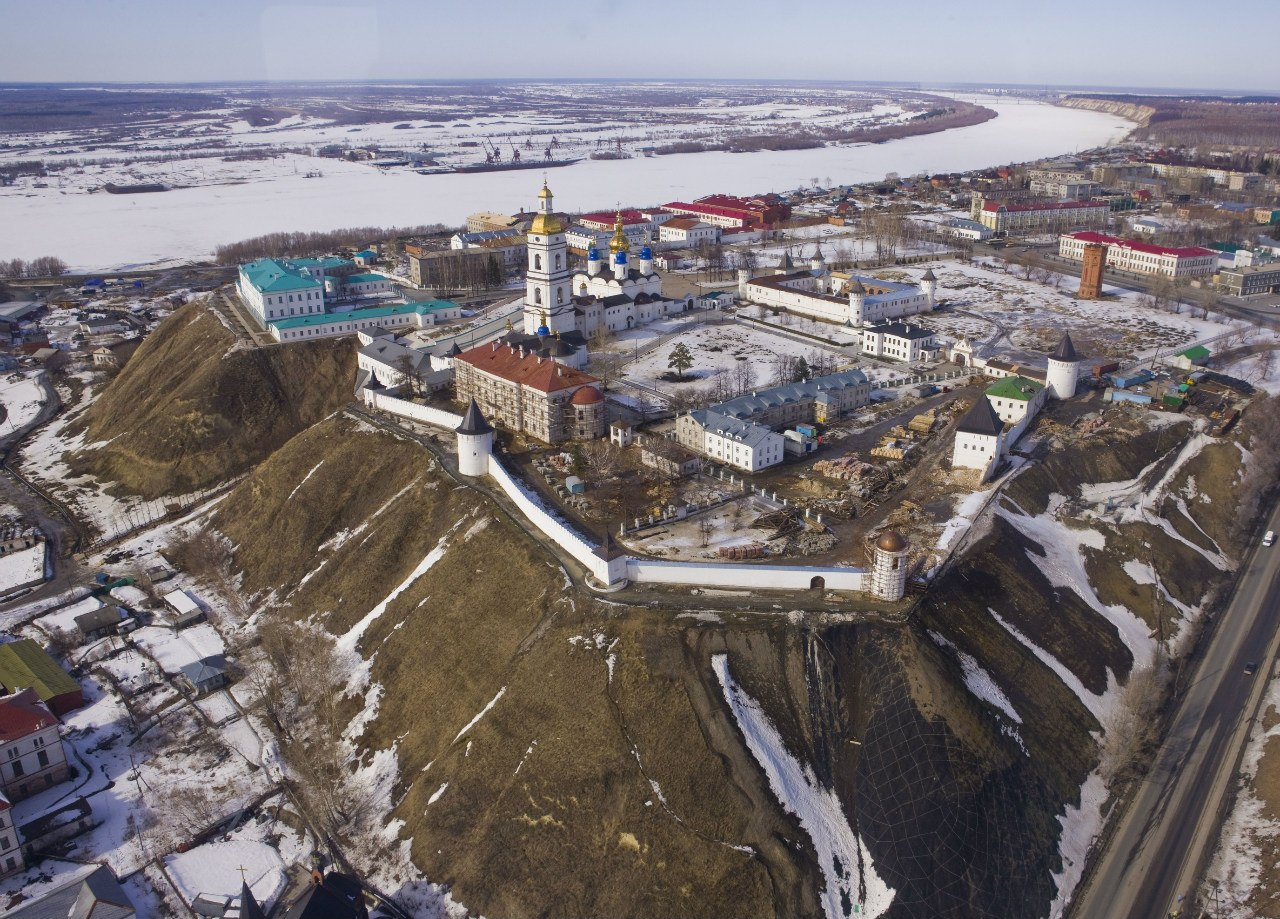
Photo aérienne prise par Dmitri Medvedev, à l'époque président de la fédération de Russie

Dès 1925 des dispositions sont prises pour la préservation du kremlin. En 1939, il est repris comme monument d'intérêt historique et culturel protégé comme tel par l'État. En 1952, des dégradations de la maçonnerie sont restaurées. En 1961 est créé un musée-réserve de Tobolsk qui centralise la gestion de l'ensemble des bâtiments historiques de la ville. En 1969 se tient un colloque sur l'étude et la conservation des bâtiments qui programme les travaux de restauration pour les années 1970. Durant quinze ans les murs, les tours sont renforcés et restaurés, de même les couvertures de zakomars de la cathédrale Sainte-Sophie, la façade du Gostiny dvor, les fondations du Renterey .